# Бої за Реїм
Бої за Реїм (івр. קרב רעים, араб. معركة رعيم) почались 7 жовтня 2023 року, коли ХАМАС розпочав вторгнення до Ізраїлю. О 10:00 ранку, менше ніж через п'ять годин після початку бойових дій, було повідомлено про бойові дії біля армійської бази Реїм, яка є військовою базою дивізії «Аза». Пізніше повідомлялося, що ХАМАС взяв під контроль армійську базу Реїм і взяв у полон кількох ізраїльських солдатів. Пізніше того ж дня Сили оборони Ізраїлю відновили контроль над військовою базою, та кібуцом.